# Драматица
Вижте пояснителната страница за други значения на Ангиста.
Драма̀тица или Драма̀ница или Ангиста (на гръцки: Αγγίτης, Ангитис, на турски: Кara su, Кара су) е река в Егейска Македония, Северна Гърция, на която е разположен град Драма.

## Път
Драматица е най-големият приток на Струма на гръцка територия, като дължината ѝ е около 75 km. Протича през Драмско и Сярско в гръцка Източна Македония. В Гърция за начало на Ангиста се смята притокът ѝ Панега, който извира от пещерата Маарата при село Нови Калапот (Ангитис) и се влива в Драматица при Баница (Символи). Реката, извираща от изворите в центъра на Драма до Фотилово, в Гърция носи името Света Варвара (на гръцки: Αγία Βαρβάρα, Агия Варвара). На български частта си до Баница реката се казва и Мътница.
От село Баница (Символи), южно от Алистрат, реката протича през ждрело с отвесни скали с дължина около 9 километра – проломът Ташлъка (на гръцки: Βράους, Враус). То завършва при Гара Ангиста, където е запазен Старият мост. Дълбочината на пролома варира от 80 до 150 метра. Буйните води на реката предоставят добри условия за практикуване на рафтинг. Оттук течението на Драматица преминава в полето, където се влива в Струма (Стримонас).

## История
Реката се споменава още от Херодот (VII, 112) в V век пр. Хр. В началото на XX век река Ангиста почти по цялото си продължение оформя етническата граница между гърци и българи – селата на север от реката са български, а на юг – гръцки.
Реката е място на няколко събития от българската история. На 18 срещу 19 март 1903 година група на ВМОРО, ръководена от Гоце Делчев, извършва атентат като взривява железопътен тунел и мост над реката. През май 1913 година, още преди началото на Междусъюзническата война, в района на реката се стига до въоръжени сблъсъци между български и гръцки военни части.
През 1918 година Иван Вазов пише стихотворение, озаглавено „Ангиста“.
- Драматица в 1918 г.
- Панега
- Старият мост